# Salo
Salo je město ve Finsku v provincii Vlastní Finsko. Leží zhruba 52 km od města Turku, má přístup k moři a protéká jím řeka Uskelanjoki (Salonjoki).
První obyvatelé přišli do města již pře 7 000 lety. Jméno města se poprvé objevuje v roce 1325. Městská práva získalo až v roce 1960. V roce 1967 se Salo sloučilo s obcí Uskela a roku 2009 k němu byly připojeny obce Halikko, Kiikala, Kisko, Kuusjoki, Muurla, Perniö, Pertteli, Suomusjärvi a Särkisalo.